# Bagnet K

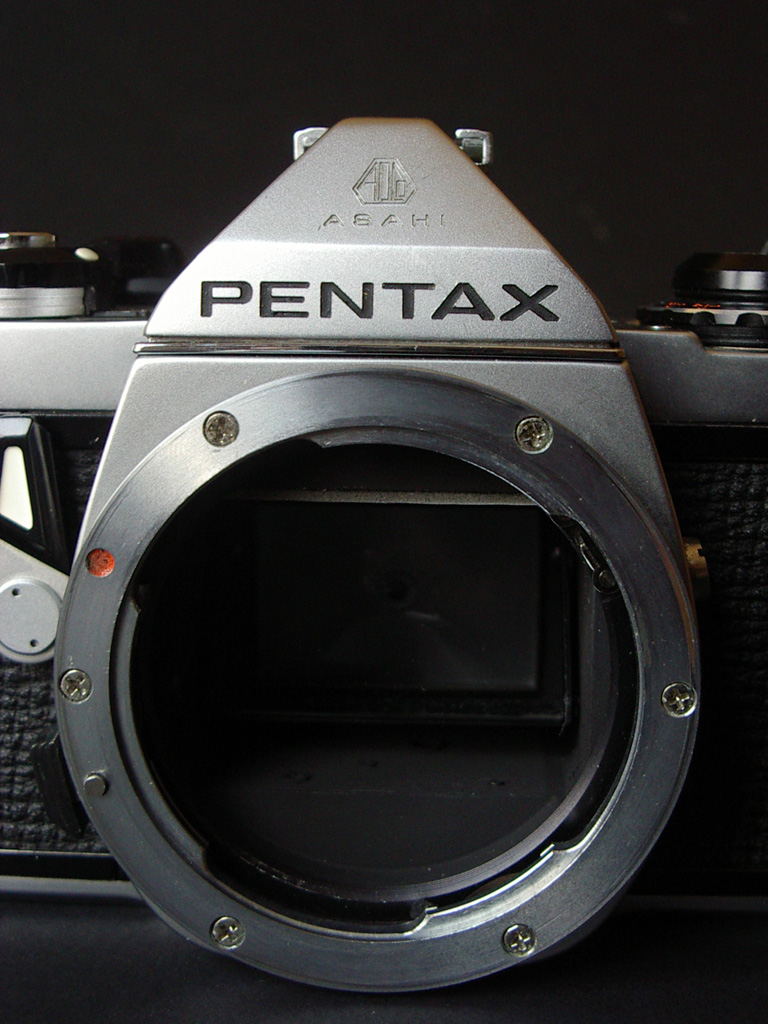
Pierwsza wersja bagnetu K, aparat Pentax ME

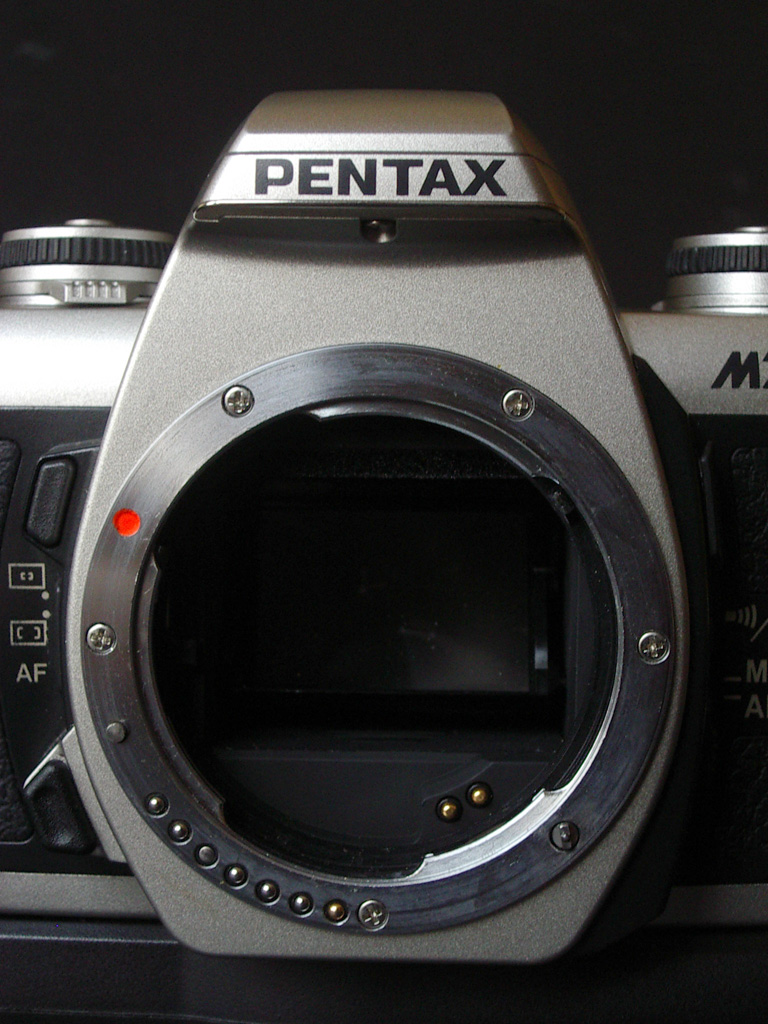
Najnowsza wersja bagnetu K (K_{AF2}), aparat Pentax MZ-3

Bagnet K – system mocowania obiektywu do aparatu fotograficznego wprowadzony w 1975 przez firmę Pentax. System ten jest ciągle udoskonalany jednak z zachowaniem całkowitej kompatybilności wstecznej, tak by obiektyw pierwszej wersji bagnetu K mógł współpracować z aparatem wyposażonym w najnowszą wersję tego mocowania i odwrotnie (stary aparat z nowym obiektywem). Bagnet K oraz bagnet F firmy Nikon to jedyne systemy mocowania obiektywów, które do dziś nie zostały zaniechane ani zmienione w stopniu znacznym.
System mocowania K jest bardzo popularny dzięki zastosowaniu go w aparatach marki Pentax, Chinon, Porst, Revue, Ricoh oraz w kilku wersjach rosyjskiego Zenita. Z bagnetem K wyprodukowały również kilka modeli aparatów takie firmy jak Cosina, Samsung oraz Agfa.

## Historia i wersje
W 1981 mocowanie zostało dostosowane do obsługi pierwszej wersji mechanizmu autofokusa i otrzymało oznaczenie KF. Był to mechanizm zawarty w obiektywie. Ta koncepcja upadła po tym jak w 1985 Minolta zaprezentowała autofokus wbudowany w korpus aparatu. W 1983 bagnet K wzbogacono o dźwignię pozwalającą kontrolować przysłonę z poziomu korpusu aparatu. Ma to daleko idące konsekwencje, gdyż pozwala zaimplementować automatyczne i półautomatyczne tryby pracy aparatu. Nowe mocowanie otrzymało oznaczenie KA. Zrezygnowano z koncepcji autofokusu w obiektywie.
Kolejna modyfikacja nastąpiła w 1987, polegała ona na zintegrowaniu mechanizmu autofokusa w aparacie. Nowe mocowanie oznaczono jako KAF. Obrót pierścienia ustawiającego ostrość odbywał się poprzez niewielkie sprzęgło znajdujące się na powierzchni oporowej bagnetu. Ponieważ do korpusu była przekazywana informacja o obsługiwanych przez obiektyw liczbach przysłony, możliwy stał się pomiar światła bez jej przymykania. Pojawił się dodatkowy kontakt elektryczny pozwalający na przesyłanie takich informacji jak ogniskowa obiektywu, odległość na jaką ustawiona jest ostrość, rozmiar obiektywu (w celu uniknięcia zasłaniania światła błyskowego przez obiektyw). Wszystkie te informacje pozwoliły na wyposażenie aparatów w automatyczne tryby fotografowania, takie jak priorytet czasu, tryb w pełni automatyczny (tzw. „tryb zielony”) oraz programy tematyczne. Możliwy stał się też bardziej wysublimowany, matrycowy pomiar światła. 
Najbogatszą w funkcje wersją bagnetu Pentaksa jest KAF2, który różni się od KAF dwoma dodatkowymi kontaktami wewnątrz komory lustra. Służą one do zasilania mechanizmu Power Zoom, który pozwala na zmianę ogniskowej obiektywu za pomocą wewnętrznego silnika. W aparatach serii Pentax MZ możliwe jest również automatyczne utrzymywanie powiększenia przedmiotu na który ustawiona jest ostrość, ustawienie wcześniej zapisanej ogniskowej, ekspozycja podczas zmiany ogniskowej (dla uzyskania efektu radialnego rozmycia na zdjęciach) oraz skrócenie obiektywu do najmniejszych rozmiarów podczas wyłączania aparatu. W nowszych aparatach i obiektywach te dodatkowe kontakty służą do zasilania autofocusu opartego na silniku ultradźwiękowym. Bagnet KAF2 pozwala też na przesyłanie informacji o funkcji przenoszenia modulacji, dzięki czemu automatykę programową można zaprogramować tak, by aparat dążył do uzyskania największej rozdzielczości w wynikowych fotografiach.
W 1997 pojawiły się wersje ostatniego bagnetu Pentaxa, w których zrezygnowano z silnika autofokusa wbudowanego w aparat albo mechanicznego sterowania przysłoną obiektywu. Wśród użytkowników tego systemu potocznie mówi się o bagnecie KAF3 albo „okaleczonym KAF2”.